# Gustav Adolf Meibauer
Gustav Adolf Meibauer (* 27. Dezember 1821 in Arnhausen; † 9. April 1897 in Konitz) war ein deutscher Jurist und Parlamentarier.

## Leben
Meibauer studierte 1846–1849 an der Friedrich-Wilhelms-Universität Berlin Rechtswissenschaft. 1847 wurde er Mitglied des Corps Guestphalia Berlin. 1849 bestand er das Auskultator-, 1851 das Referendar- und 1854 das Gerichtsassessor-Examen. 1855 wurde er Kreisrichter in Schivelbein und 1866 in Brandenburg an der Havel. Ab 1869 war er Rechtsanwalt und Notar in Konitz in Westpreußen.
1862–1866 saß Meibauer im Preußischen Abgeordnetenhaus, 1862 in der 6. Legislaturperiode als Abgeordneter des Wahlkreises Köslin 3 und von 1862 bis 1866 in der 7. und 8. Legislaturperiode als Abgeordneter des Wahlkreises Königsberg 3. Er gehörte der Fraktion der Deutschen Fortschrittspartei an.